# مارتي نابليون
مارتي نابليون (بالإنجليزية: Marty Napoleon)‏ هو عازف جاز وعازف بيانو أمريكي، ولد في 2 يونيو 1921 في بروكلين في الولايات المتحدة، وتوفي في 27 أبريل 2015 في غلين كوف في الولايات المتحدة.

## وصلات خارجية
- مارتي نابليون على موقع ميوزك برينز (الإنجليزية)
- مارتي نابليون على موقع أول ميوزيك (الإنجليزية)
- مارتي نابليون على موقع ديسكوغز (الإنجليزية)